# Смирнов, Валерий Алексеевич
Вале́рий Алексе́евич Смирно́в (В. Смирно́в-Рыжа́лов) — советский и российский актёр, режиссёр, педагог, заслуженный артист РСФСР, член Союза театральных деятелей Российской Федерации

## Биография
Валерий Алексеевич Смирнов родился 17 мая 1942 года в городе Иваново. Начальную школу Смирнов (Рыжалов) Закончил в Минске, участвовал в передачах республиканского радио — читал стихи на белорусском языке. Среднюю школу Валерий Алексеевич закончил уже в Иваново, там же занимался в театральном коллективе Дворца пионеров. Высшее образование Смирнов получил на кафедре актёрского мастерства Государственной Консерватории Литовской ССР, где обучался под руководством народного артиста Белоруссии и Литвы В. Я. Головчинера и лауреата Государственной премии, заслуженного деятеля искусств РСФСР В. А. Галицкого. Педагог — заслуженный деятель искусств Литвы Л. Э. Лурье. Выдан диплом на двух языках и Академический нагрудный знак выпускника высшего учебного заведения искусств СССР.

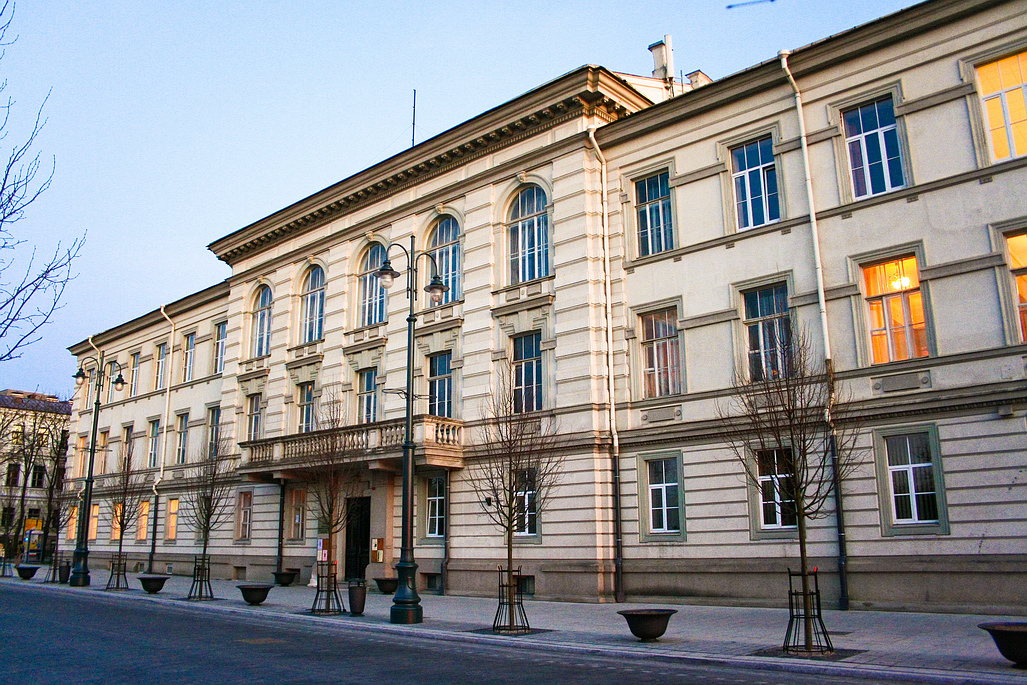
Литовская академия музыки и театра, в которой учился Валерий Смирнов (Рыжалов)

В годы армейской службы Смирнов руководил сценическим коллективом «Связист» ВЧ Московского военного округа, занесён в книгу почёта части.
После службы в армии в 1964-1967 годах работал в русском драматическом театре Литвы, а с 1967 года до 1970 года в Ивановском областном драматическим театре. В 1971 году Смирнов начал работу в Кировском драматическом театре и лишь в 1979 году перешёл в Ленинградский МОЛОДОЙ ТЕАТР где проработал до 1987 года. После до 1991 года работал в Ленинградском театре имени Ленинского комсомола.
С 1991 года занялся преподавательской деятельностью и работал в поэтическом театре «У Лавры», затем в театре-студии «Авансцена» дворца детского и юношеского творчества в Санкт-Петербурге.
Работая в театрах, Смирнов избирался председателем местного комитета профсоюза и членом ревизионной комиссии обкома профсоюза работников культуры, председателем правления Кировского отделения Всероссийского театрального общества, затем в бюро секции актёров драматических театров Ленинградского отделения Союза театральных деятелей Российской Федерации, входил в жюри городского методического объединения «Театры малых форм» СПб ГДТЮ. В 1999 году кандидатура Валерия Алексеевича Смирнова была выдвинута на соискание звания «Учитель года».
Статьи, очерки, стихи В. Смирнова опубликованы в альманахе «Театр и школа», в сборнике «Дом, где зажигаются сердца», в периодической печати. В 2004 году издана книга воспоминаний Валерия Алексеевича «Актёрская копилка». В 2014 году монография «У. Шекспир — личность и творчество»
. 2019 год — сборник «Закулисье». 2021 год —  «Откровения».

## Профессиональная деятельность
Валерий Алексеевич Смирнов раскрыл свой творческий потенциал в драматургии разных жанров и форм, как в театре, так и на телевидении и радио, сыграв только в классическом репертуаре более двадцати ролей. Особо отмечены следующие актёрские работы в зарубежной и русской драматургии:
- Витторио Элия — «Рождество в доме сеньора Купьелло», Эдуардо Де Филиппо
- Дон Диего — постановка Л. Лурье — «Живой портрет», Агустин Морето
- Чарльз Марлоу — «Ночь ошибок»[15], Оливер Голдсмит
- Фред Грехем (Петруччо) — мюзикл «Целуй меня Кэт», Коул Портер
- Флориндо — постановка А. Бородина — «Слуга двух господ»[16], Карло Гольдони
- Орсино — «Двенадцатая ночь или что угодно»[17], Уильям Шекспир
- Генрих Дарнлей — «Королева Шотландская» (Мария Стюарт)[18], Юлиуш Словацкий
- Юхани — «Молодая хозяйка Нискавуори»[19], Хелла Вуолийоки
- Мёбиус — «Физики»[20], Фридрих Дюрренматт
- Эрнст Яннинг — постановка Г. Егорова — «Процесс»[21] по сценарию Э. Манна к фильму «Нюрнбергский процесс»
- Кардинал Монтанелли — постановка Г. Егорова — рок-мюзикл «Овод»[22], А. Колкера и А. Яковлева по Э. Войнич
- Реваз — постановка Г. Егорова — «Тамада»[23] А. Галина
- Третья голова Дракона — постановка Г. Егорова — «Дракон» Е. Шварца
- Мартин — постановка Г. Егорова — «Ветер пепел с Олимпа принёс»[24] Э. Ватемаа
- Шалимов — «Дачники»[25] Максим Горький
- Серебряков — «Дядя Ваня», Антон Чехов
- Клаверов — постановка Ф. Бермана — «Тени»[26], Салтыков-Щедрин
- Пётр — постановка Е. Степанцева — «Власть тьмы»[27], Лев Толстой
- Антон — «Память сердца»[28], Александр Корнейчук
- Горлов — «Фронт»[29], Александр Корнейчук
- Хабаров — «Счастливый понедельник или приказ номер один»[30], Г. Горбовицкий
- Ермаков — «Ожидание»[31], Алексей Арбузов
- Пал Палыч — «Ночь после выпуска»[32], В. Ф. Тендряков
- Сергей Сергеевич — «Моё загляденье», Алексей Арбузов
- Першин — «Проводим эксперимент», Валентин Черных и Марк Захаров

Телевидение. ГТРК «Вятка».

Шатров - «Разбойный бор» Л. Лубнина. Реж. В. Ланской. 1971.

Ратов - «Корни» Н. Витарского. Реж. Д. Сорокина. 1971.

Светлицын - «Сверстники грозы» Ц. Солодаря. Реж. Д. Сорокина. 1972.

Рябинин - «Огни» Н. Витарского. Реж. Д. Сорокина. 1972.

Поэт - «Революцией призванный» Автор и режиссёр К. Баудер. 1973.

Бабинцев - «Встать, суд идёт» И. Шур. Реж. Н. Кублановский 1973. 

Бугров - «Этим знойным летом» А. Лубнина. Реж. Д. Сорокина. 1974.
В советской драматургии Смирнов сыграл таких выдающихся государственных деятелей, как:
- Сергей Миронович Киров в телевизионном спектакле «Ответственность беру на себя» Н. Куликова, ГТРК ВЯТКА, г. Киров, 1974. Режиссёр-постановщик Вл. Портнов.
- Илья Николаевич Ульянов, отец Ленина. В постановке «Путь» Александра Ремеза, 1981
- Ленин. В постановке Г. Егорова «Незабываемый диалог» Г. Горбовицкого, 1987
- Ленин в художественно—публицистической картине «Ленин и Плеханов»[34] студии Леннаучфильм, 1988. Режиссёр-постановщик заслуженный деятель искусств РСФСР, член Союза кинематографистов СССР Сиваченко С. И.

В 1999 году режиссёрская работа Смирнова над спектаклем «Няня» отмечена дипломом Первой степени на городском смотре авторских разработок к 200-летию Александра Пушкина. На основе этого спектакля Смирнов создал фильм «Родник духовности поэта» по заказу НИМЦ центрального района Санкт-Петербурга.

## Награды
- 1965: Указом Президиума Верховного Совета СССР от 7 мая 1965 года Валерий Алексеевич Смирнов награждён юбилейной медалью «Двадцать лет Победы в Великой Отечественной войне 1941—1945 гг.». Медаль вручена 13 ноября 1965 года.
- 1970: 30 апреля 1970 года Валерий Смирнов получил премию жюри Смотра творческой молодёжи: За создание образа Грачёва в спектакле «Десять суток за любовь» на сцене Ивановского областного драматического театра[35].
- 1973: 25 октября 1973 года Валерий Смирнов награждён Почётной грамотой Кировского Обкома ВЛКСМ: За активное участие в выступлениях агитколлектива «Синяя блуза» областного штаба «Комсомольского прожектора» и редакции молодёжных передач областной студии телевидения[36].
- 1977: 04 ноября 1977 года Валерий Алексеевич награждён Почётной грамотой управления культуры г. Кирова за успехи в творческой деятельности и активное участие в пропаганде театрального искусства[37].
- 1977: Указом Президиума Верховного Совета РСФСР от 16 декабря 1977 года Валерию Алексеевичу Смирнову присвоено почётное звание Заслуженный артист РСФСР.
- 1978: 12 июля 1978 года Валерию Алексеевичу объявлена Благодарность Министра культуры РСФСР за успешное проведение творческого отчёта Кировского областного ордена Трудового Красного Знамени драматического театра им. С. М. Кирова в Москве[38].
- 1995: 16 июня 1995 года Валерий Алексеевич Смирнов получил почётное свидетельство конкурса автобиографий Шестидесятников института социологии РАН «Гляжу в себя, как в зеркало эпохи»[39].
- 1997: 14 апреля 1997 года Валерию Смирнову присвоено звание Ветеран труда Российской Федерации
- 1999: 17 февраля 1999 года Валерий Смирнов получил ГРАНТ института «Открытое Общество» и диплом Первой степени за спектакль «НЯНЯ» на городском конкурсе авторских разработок посвящённых 300-летию Санкт-Петербурга и 200-летию Пушкина[40].
- 2003: Указом Президента Российской Федерации от 19 февраля 2003 года Валерий Алексеевич Смирнов награждён медалью «В память 300-летия Санкт-Петербурга». Медаль вручена 5 декабря 2005 года.

## Персоналия
Отдел документальных источников — Музей политической истории России (Санкт-Петербург) — взял на постоянное хранение личные предметы, афиши, программы, письма, открытки и книги, принадлежащие Валерию Алексеевичу Смирнову. Документы связаны с участием Смирнова в спектакле «Незабываемый диалог» и кинофильме «Ленин и Плеханов» (1989) в роли Ленина, как материалы оригинальной драматургии последних лет Ленинианы советского периода.
Справочно-библиографический отдел Санкт-Петербургской театральной библиотеки создал персоналию заслуженного артиста РСФСР Валерия Алексеевича Смирнова (В. Смирнова-Рыжалова) по разделам:
1. Статьи, беседы, выступления, высказывания;
2. Материалы к биографии;
3. Творчество;
4. Фото, иллюстрации.